# Sikeston
|  | Dieser Artikel wurde aufgrund von inhaltlichen Mängeln auf der Qualitätssicherungsseite des Projektes USA eingetragen. Hilf mit, die Qualität dieses Artikels auf ein akzeptables Niveau zu bringen, und beteilige dich an der Diskussion! Eine nähere Beschreibung der zu behebenden Mängel fehlt. |

Sikeston ist eine Stadt im Bundesstaat Missouri in den Vereinigten Staaten. Das U.S. Census Bureau hat bei der Volkszählung 2020 eine Einwohnerzahl von 16.291 ermittelt.
Der Ort gehört, da auf der Grenze gelegen, zum Scott County und New Madrid County.

## Lage
Sie liegt 92 km westlich von Paducah, 98 km südwestlich von Carbondale, 202 km südlich von St. Louis, und 196 km nördlich von Memphis.

## Söhne und Töchter der Stadt
- Jacqueline Scott (1931–2020), Schauspielerin
- Jean Marie Stine (* 1945), Schriftstellerin und Herausgeberin
- Kenny Hulshof (* 1958), Politiker
- Sunset Thomas (* 1972), Pornodarstellerin